# Слободни скокови у воду
Слободни скокови у воду, или приближније енглеском оригиналу Скокови у воду са великих висина (енгл. High diving) екстремна је варијанта скокова у воду са великих висина. За разлику од олимпијских скокова у воду, где се скаче са висина од 1, 3 и 10 метара, код слободних скокова жене скачу с платформе на висини од минимум 20 метара, a мушкарци скачу са 27 метара. Постоји и слободна екстремна варијанта у којој скакачи скачу са знатно већих висина, мостова, стена итд.
Међународна федерација водених спортова ФИНА, под чијом ингеренцијом се одржавају међународна такмичења у слободним скоковима, сматра овај спорт засебном спортском дисциплином, одвојеном од класичних скокова у воду.
Слободни скокови налазе се у регуларном делу програма светских првенстава у воденим спортовима од Светског првенства 2013. у Барселони (Шпанија).

## 
Скокови у воду са литица нарочито су популарни у приморским одмаралиштима, а под покровитељством компаније Red Bull GmbH од 2009. године одржава се Светска серија скокова с литица. Серија се састоји из осам такмичења, а скаче се обично с висина од око 27 метара.
| Сезона | Победник серије | Другопласирани  | Трећепласирани  |
| ------ | --------------- | --------------- | --------------- |
| 2009.  | Орландо Дуке    | Гари Хант       | Артјом Сиљченко |
| 2010.  | Гари Хант       | Орландо Дуке    | Артјом Сиљченко |
| 2011.  | Гари Хант       | Артјом Сиљченко | Михал Навратил  |
| 2012.  | Гари Хант       | Орландо Дуке    | Стивен Лобју    |
| 2013.  | Артјом Сиљченко | Гари Хант       | Орландо Дуке    |
| 2014.  | Гари Хант       | Артјом Сиљченко | Стивен Лобју    |

## Светско првенство
Званична светска првенства у слободним скоковима одржавају се од 2013. године, односно од Светског првенства у Барселони.. Мушкарци скачу укупно у 5 серија са висина од 27 метара, док се код жена скаче са висине од 20 метара у 3 серије.

### Светски прваци
| Првенство |                    |                       |                       |
|           |                    |                       |                       |
| 2013.     | Орландо Дуке (COL) | Гари Хант (GBR)       | Џонатан Паредес (MEX) |
|           |                    |                       |                       |
| 2015.     | Гари Хант (GBR)    | Џонатан Паредес (MEX) | Артјом Сиљченко (RUS) |

### Светске првакиње
| Првенство       |                        |                        |                        |
|                 |                        |                        |                        |
| Барселона 2013. | Сесилија Карлтон (USA) | Џинџер Хубер (USA)     | Ана Бадер (GER)        |
|                 |                        |                        |                        |
| Казањ 2015.     | Рашел Симпсон (USA)    | Сесилија Карлтон (USA) | Јана Несцијарова (BLR) |